# Сан Силвестре де Гусман
Сан Силвестре де Гусман (на испански: San Silvestre de Guzmán) е населено място и община в Испания. Намира се в провинция Уелва, в състава на автономната област Андалусия. Общината влиза в състава на района (комарка) Коста Оксидентал. Заема площ от 97 km². Населението му е 755 души (по преброяване от 2010 г.). Разстоянието до административния център на провинцията е 69 km.

## Демография
| 1996 | 1998 | 1999 | 2000 | 2001 | 2002 | 2003 | 2004 | 2005 | 2006 |
| ---- | ---- | ---- | ---- | ---- | ---- | ---- | ---- | ---- | ---- |
| 392  | 393  | 397  | 397  | 381  | 392  | 379  | 370  | 379  |      |